# Piotr Małaszyński
Piotr Małaszyński (ur. 15 lipca 1897 w Skopówce, zm. prawd. w lutym 1945 w III Rzeszy) – polski doktor praw, oficer Wojska Polskiego, urzędnik samorządowy w II Rzeczypospolitej.

## Życiorys
Urodził się 15 lipca 1897 w Skopówce lub w Kołomyi. Był synem Emeryka (leśniczy) i Marii z domu Pawlak. Od 1910 czył się w C. K. Gimnazjum w Kołomyi. W tym mieście od 1910 do 1913 działał w harcerstwie, od 1913 do 1913 w Polskiej Drużynie Strzeleckiej. Po wybuchu I wojny światowej wyruszył wraz z Stanisława Schustera-Kruka i od 20 sierpnia 1914 był żołnierzem Legionów Polskich. Służył w szeregach 2 pułku piechoty w składzie II Brygady podczas kampanii. W lutym 1918 zdał maturę w macierzystym gimnazjum.
U kresu wojny od listopada 1918 brał udział w obronie Lwowa w trakcie wojny polsko-ukraińskiej. Później uczestniczył w walkach o Kresy Wschodnie. Podczas wojny polsko-bolszewickiej walczył w szeregach 205 pułku piechoty. Mianowany na stopień podporucznika piechoty z dniem 1 lipca 1919. W okresie pokoju pełnił funkcje szefa okręgowego Urzędu Przysposobienia Rezerwy przy Dowództwie Okręgu Generalnego „Lwów”, komendanta okręgu Związku Strzeleckiego we Lwowie, oficera placu Biała-Bielsko. Był oficerem 40 pułku piechoty ze Lwowa. Potem awansowany na stopień porucznika piechoty ze starszeństwem z dniem 1 czerwca 1919. Potem przydzielony do 4 pułku Strzelców Podhalańskich (1921). W 1923, jako oficer nadetatowy 26 pułku piechoty, był oficerem instrukcyjnym w PKU Lwów Powiat i pozostawał na tym stanowisku do maja 1925. W 1926 był oficerem 3 pułku Strzelców Podhalańskich (1926).
Potem przeniesiony do korpusu oficerów sądowych i zweryfikowany w stopniu porucznika ze starszeństwem z dniem 1 czerwca 1919. Od 1927 do 1929 pracował w Prokuraturze Wojskowego Sądu Okręgowego Nr II w Lublinie. Był tam podprokuratorem, a według stanu z 1928 był prokuratorem przy WSO II. Do 15 stycznia 1930 był przydzielony do dyspozycji szefa Samodzielnego Wydziału Wojskowego Ministerstwa Spraw Wewnętrznych. Został awansowany na stopień kapitana z dniem 1 stycznia 1932. W tym samym roku został przeniesiony w stan spoczynku i odszedł z czynnej służby wojskowej 1930.
Odbył studia prawnicze, w 1925 otrzymał dyplom magistra praw na Wydziale Prawa Uniwersytetu Jana Kazimierza we Lwowie, a w 1935 na Uniwersytecie Jagiellońskim w Krakowie uzyskał stopień doktora praw. Jego promocja odbyła się w bardzo uroczysty sposób w auli uniwersyteckiej, a gratulacje składał mu m.in. minister spraw wewnętrznych Władysław Raczkiewicz. Po odejściu z wojska podjął pracę w administracji terytorialnej II Rzeczypospolitej. Od 1930 do 1932 sprawował posadę starosty grodzkiego w Krakowie. Potem był naczelnikiem Wydziału Społeczno-Politycznego w Krakowie. Od 14 października 1935 do 10 marca 1939 piastował urząd wicewojewody krakowskiego. Od marca / kwietnia 1939 sprawował stanowisko wicewojewody lwowskiego do lata tego roku.
Po wybuchu II wojny światowej przedostał się do Francji, skąd w październiku 1939 wysłano go do Węgiersko-Polskiego Komitetu Opieki nad Uchodźcami, gdzie dzuałał też w sferze konspiracyjnej. 21 grudnia 1944 został aresztowany przez gestapo w Kapuvár. Został przetransportowany do Eisenstadt. Przypuszczalnie zabito go przy próbie ucieczki w lutym 1945.

## Ordery i odznaczenia
- Krzyż Niepodległości[1]
- Krzyż Oficerski Orderu Odrodzenia Polski[1]
- Krzyż Walecznych – dwukrotnie (przed 1924)[14]
- Złoty Krzyż Zasługi – dwukrotnie[1]
- Krzyż Obrony Lwowa[1]
- Odznaka Pamiątkowa II Brygady[1]
- odznaczenia węgierskie i estońskie[1]